# 요코제 차량기지
요코제 차량기지(일본어: 横瀬車両基地, よこぜしゃりょうきち)는 일본 사이타마현 지치부군 요코제정에 위치한 세이부 철도 소속의 전동차 차량기지로, 요코제 역 근처에 있다.
옛날에는 시멘트 수송 화차 및 전기 기관차의 검수가 주 임무였으나 지금은 보선용 전기기관차 검수 및 폐차처리를 주 업무로 하고 있다.

## 같이 보기
- 세이부 철도 지치부 선